# دودو ثيام
دودو ثيام هو دبلوماسي ومحامي وقانوني وسياسي سنغالي، ولد في 3 فبراير 1926 في Bambey ‏ في السنغال، وتوفي في 6 يوليو 1999 في جنيف في سويسرا. انتخب Minister of the Interior of Senegal ‏ وانتخب Foreign Minister of Senegal ‏ (19 ديسمبر 1962 – 6 مارس 1968) وانتخب Foreign Minister of Senegal ‏ (4 أبريل 1960 – 12 نوفمبر 1962).

## وصلات خارجية
- دودو ثيام على موقع مونزينجر (الألمانية)